# Joaquin Delis
Joaquin Delis – kubański bokser, brązowy medalista igrzysk Ameryki Środkowej i Karaibów w San Juan z roku 1966 oraz brązowy medalista igrzysk panamerykańskich w Winnipeg z roku 1967.

## Kariera
W 1966 roku Delis zajął trzecie miejsce w kategorii półciężkiej na igrzyskach Ameryki Środkowej i Karaibów, które rozgrywane były w San Juan. Półfinałowy pojedynek z Wenezuelczykiem José del Carmen Rondónem zakończył się porażką Kubańczyka. W walce o brązowy medal zwyciężył Panamczyka Daniela Venegasa. W 1967 roku zdobył brązowy medal na igrzysk panamerykańskich w Winnipeg. W półfinale kategorii średniej, Delis przegrał przez poddanie z Argentyńczykiem Jorge Ahumadą.